# اوشی هیمه
اوشی هیمه (به ژاپنی: 押媛 おしひめ); – یکی از امپراتریس‌های ژاپن، همسر امپراتور آنکو اهل ژاپن بود.